# مسلم بن عوسجه
مسلم بن عَوسَجَه اسدی از یاران حسین بن علی بود که در روز عاشورا در کربلا کشته شد.

## زندگی
وی مانند «حبیب بن مظاهر» از قبیله بنی اسد بود و ۲۰ سال قبل از هجرت در یمن به دنیا آمد. وی از اصحاب محمد و شیعیان بود که در زمان مرگ معاویه در کوفه زندگی می‌کرد. وی از خواص علی بود که در جمل و صفین و نهروان حضور داشت. مامقانی در کتاب رجالش می‌نویسد: قلم از بیان جلالت قدر و عدالت و قوت ایمان و شدت تقوای مسلم بن عوسجه عاجز و زبان ناتوان است.

## در جریان واقعه عاشورا
او به مسلم بن عقیل در کوفه کمک زیادی کرد و وکیل مسلم بن عقیل در قبض اموال و خرید اسلحه و گرفتن بیعت از مردم بود.

## حرکت به کربلا
مسلم بن عوسجه بعد از کشته شدن مسلم بن عقیل، مخفیانه زندگی می‌کرد؛ تا اینکه خبر ورود حسین به کربلا در میان مردم کوفه منتشر شد. وی همراه با حبیب بن مظاهر عازم کربلا شد.

## شب عاشورا
هنگامی که حسین در شب عاشورا اجازه انصراف اصحاب را داد و گفت: من بیعت خود را از همه شما برداشتم راه بیابان را پیش گیرید و به خانه و دیار خود بازگردید. مسلم بن عوسجه از جای برخاست و گفت:
ای سید و مولای ما! آیا ما شما را تنها بگذاریم؟ اگر چنین کنیم فردای قیامت در محضر عدالت جواب جدت پیامبر را چه بگوییم و چه عذری بیاوریم؟ به خدا سوگند از شما جدا نخواهم شد تا نیزه‌ام را در سینه این کافران بشکنم و تا قبضه شمشیر در دست من است با این گروه جهاد خواهم کرد؛ و اگر برای من اسلحه‌ای نماند که به جهاد ادامه دهم با سنگ می‌جنگم. به خدا سوگند دست از یاری تو برندارم تا معلوم شود که تا زنده بودم ذریه پیامبر را حفظ کردم. به خدا سوگند اگر بدانم کشته می‌شوم و دوباره زنده می‌گردم، سپس مرا می‌کشند و به آتش می‌سوزانند و تا هفتاد مرتبه با من اینگونه رفتار می‌شود هرگز از تو جدا نشوم!

## کشته‌شدن
وی در روز عاشورا سال ۶۱ هجری در جنگ در کربلا کشته شد. تمامی مصادر و منابع تاریخی و رجالی نام او را ذکر کرده‌اند. برخی او را اولین مقتول بعد از حمله اول می‌دانند. او به هنگام کشته شدن حدود ۸۰ سال سن داشت.
در زیارت ناحیه مقدسه و زیارت رجبیه از وی نام برده شده‌است.